# 大宇陀町
大宇陀町（おおうだちょう）は、かつて奈良県宇陀郡にあった町。2006年（平成18年）1月1日に菟田野町・榛原町・室生村と合併して宇陀市が発足し、自治体としての大宇陀町は廃止された。
2011年（平成23年）3月までは宇陀市の地域自治区として大宇陀区が存在した。

## 地理
奈良県東北部、大和高原の南端部に位置していた。宇陀川流域の小盆地に中心市街地（旧松山町域）が形成されていた。町域の東及び南は音羽三山など標高800〜900mの竜門山地が桜井市、吉野町との境界をなす。町域の北部と西部は標高350〜400mの丘陵地からなり、榛原町、菟田野町と接する。町域の中心部、旧松山町域の西には標高471mの城山がそびえる。
町域の大部分は淀川水系の宇陀川及びその支流の流域だが、南部の旧上龍門村域の西半分は紀の川水系の津風呂川流域だった。
面積の大部分を山林が占め、丘陵間の谷地は田畑として利用されていた。市街地は宇陀川と城山の間の細長い平地にのびていた。
町域の中心を宇陀川・津風呂川沿いに国道370号が縦断していた。桜井市より延びる国道166号は北西女寄峠より町域に入り、旧松山町域で国道370号と交差して東の菟田野町へ抜ける。最寄りの鉄道駅は北方の近鉄大阪線榛原駅で、町域に鉄道はない。

## 歴史
古代には阿騎野と呼ばれ、宮廷の狩場となった。柿本人麻呂は阿騎野で「東（ひむかし）の野に炎（かぎろひ）の立つ見えてかへり見すれば月傾ぬ」という和歌を詠んでいる。『延喜式』内の阿紀神社（迫間）が鎮座する。
『日本書紀』には「菟田野」と記され、薬草の採取（薬猟）や栽培、生薬製造が江戸時代にかけて栄えた。現代でも「薬の館」が市の歴史文化館として公開されている。
中世には地侍出身の秋山氏が支配したが、その後は支配者が入れ替わり、江戸時代の17世紀には織田松山藩3万石の城下町となった。織田氏転封後は江戸幕府直轄領となり、明治維新を迎える。

### 年表
- 1942年（昭和17年）2月11日 - 宇陀郡松山町・神戸村・政始村・吉野郡上龍門村が合併して大宇陀町が発足。
- 2006年（平成18年）1月1日 - 菟田野町・榛原町・室生村と合併して宇陀市が発足。同日大宇陀町廃止。

## 町長
1. 植田藤代見
2. 都司太右衛門
3. 松尾四郎

## 姉妹都市
- 兵庫県氷上郡柏原町（現・丹波市） - 1981年（昭和56年）提携。

## 教育

### 高等学校
- 奈良県立大宇陀高等学校

### 中学校
- 大宇陀町立大宇陀中学校

### 小学校
- 大宇陀町立大宇陀小学校
- 大宇陀町立田原小学校[2]
- 大宇陀町立野依小学校
- 大宇陀町立守道小学校

## 交通

### 道路
- 一般国道
  - 国道166号
  - 国道370号
- 県道
  - 奈良県道31号榛原菟田野御杖線
  - 奈良県道135号宇太三茶屋線
  - 奈良県道217号高塚野依線
  - 奈良県道219号佐倉大宇陀線

## 施設
- 畜産技術センター
- 大宇陀土木事務所

## 名所・旧跡・観光スポット
- 宇陀市松山重要伝統的建造物群保存地区 - 重要伝統的建造物群保存地区。2006年（平成18年）選定。
  - 森野旧薬園 - 国の史跡。日本最古の民間薬草園。
  - 万法寺 - 本堂が県重文。
  - 山邊家住宅 - 県重文。
  - 喜楽座 - 映画館[3]。
- 阿騎野・人麻呂公園 - 柿本人麻呂像が建ち、竪穴建物が復元されている。
- 万葉公園かぎろひの丘
- 宇陀松山城跡 - 国の史跡。
- 大願寺 - 仏足石がある。
- 光明寺 - 山門が県重文。
- 天益寺 - しだれ桜で知られる。
- 徳源寺 - 織田信雄などの織田公墓所がある。
- 本郷の瀧桜（又兵衛桜） - 樹齢約300年の一本桜。
- 阿紀神社 - 県社。

## 出身著名人
- 藤田浩之 - 実業家[4][5]。
- 東祥高 - 作曲家、シンセサイザー奏者[6]。